# Spårvagnstrafik i Paris
Paris spårvägar (Tramway d'Île-de-France) är ett spårvägsnät av mestadels fristående linjer i Paris ytterområden. Idag finns det 15 spårvägslinjer och samtliga knyter samman ett antal tunnelbanelinjer och pendeltågslinjer i utkanten av Paris.
Spårvägslinjerna drivs av RATP.

## Historia

### Första generationen

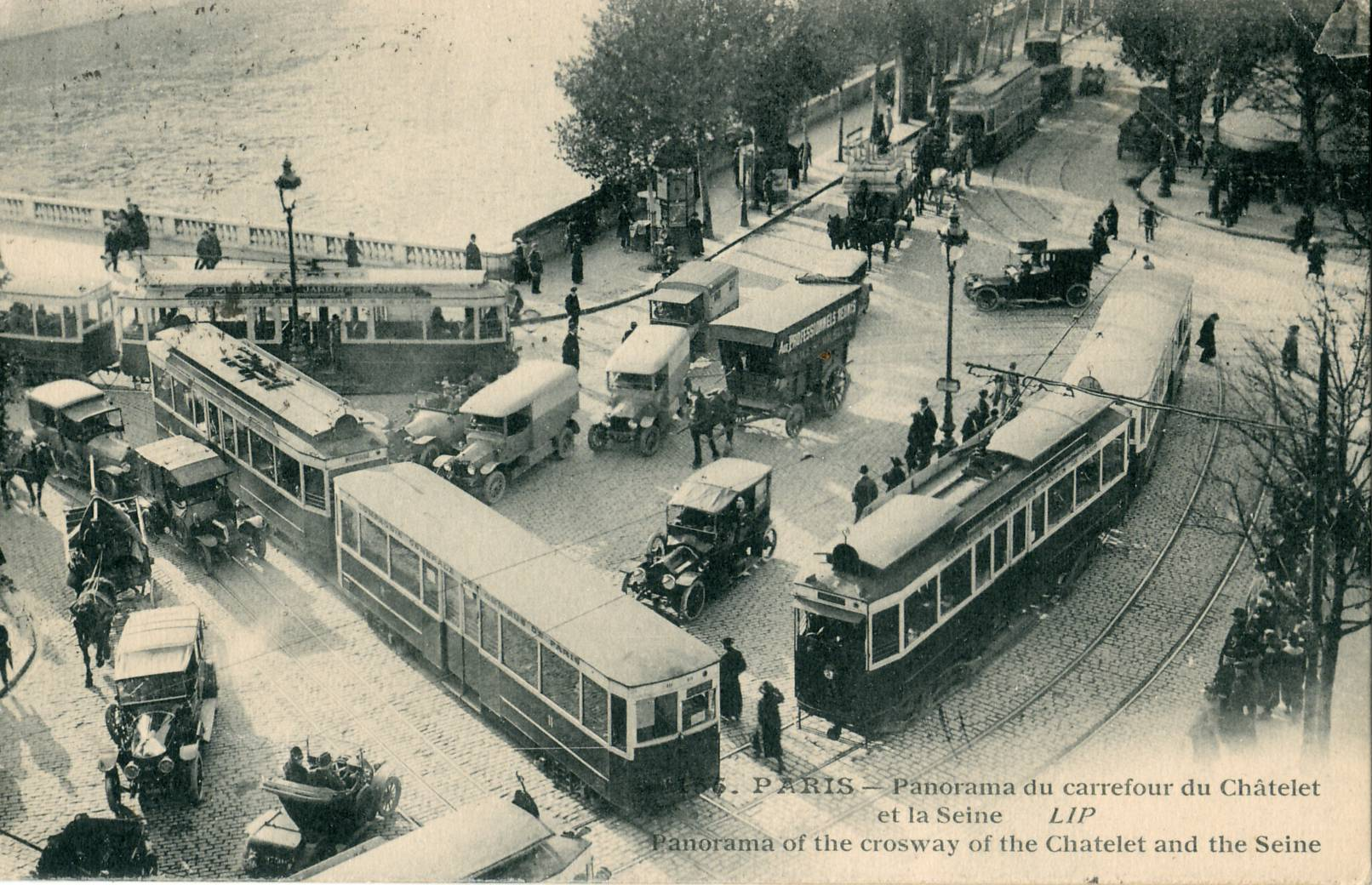
Spårvagnar vid Pont au Change i centrala Paris 1921.

Från 1855 till 1938 hade Paris ett stort spårvägsnät. Avvecklingen började tidigt och redan den 14 augusti 1938 rullade de sista vagnarna inne i Paris.
De sista kvarstående spårvägsnätet i Parisregionen, den första generationens nät, var det lokala stadsnätet i Versailles som stängdes 1957.
Paris var en av de första storstäderna i Europa som konsekvent avvecklade spårvägstrafik. 

### Andra generationen
Paris kom sedermera att bli av de första storstäderna i Europa som återinförde spårvägstrafik på bred front, om än huvudsakligen som snabbspårväg i förorter som tangentiellt i ytterändarna binder samman olika metro- och RER-linjer. 
Den första nyöppnade linjen, T1, med ledspårvagnar i den franska huvudstadens nordöstra förorter öppnade för trafik under 1992. År 1997 startades linje T2 i de sydvästra förorterna. 
Under 2006 öppnade linje T3 längs den södra delen av Boulevards des Maréchaux (längs där Paris sista stadsmurar stod fram till 1917) samt duospårvägen T4 i nordväst som drivs av SNCF. 
2012 öppnade linje T3b, gamla linje T3 döptes då om till T3a. 2013 tillkom linje T5 och T7 samt år 2014 linje T6 och T8. 2017 öppnades linje T11. T9 tillkom 2021 samt år 2023 öppnades T10, T12 och T13.

## Linjer
| Linje  | Sträcka                                                                   | Öppnad | Längd    | Hållplatser |
| ------ | ------------------------------------------------------------------------- | ------ | -------- | ----------- |
|        | Asnières-Quatre Routes - Noisy-le-Sec                                     | 1992   | 17,9 km  | 37          |
|        | Pont de Bezons - Porte de Versailles                                      | 1997   | 17,9 km  | 24          |
|        | Pont du Garigliano - Porte de Vincennes                                   | 2006   | 12,4 km  | 25          |
|        | Porte de Vincennes - Porte Dauphine                                       | 2012   | 17,5 km  | 33          |
|        | Aulnay-sous-Bois / Hôpital de Montfermeil - Bondy                         | 2006   | 13,3 km  | 20          |
|        | Marché de Saint-Denis - Garges-Sarcelles                                  | 2013   | 6,6 km   | 16          |
|        | Châtillon - Montrouge - Viroflay-Rive-Droite                              | 2014   | 14 km    | 21          |
|        | Villejuif-Louis Aragon - Porte de l'Essonne                               | 2013   | 11,2 km  | 18          |
|        | Saint-Denis – Porte de Paris - Villetaneuse-Université / Épinay-sur-Seine | 2014   | 8,5 km   | 17          |
|        | Porte de Choisy - Orly-Gaston Viens                                       | 2021   | 10,3 km  | 19          |
|        | Clamart - Jardin Parisien - La Croix de Berny                             | 2023   | 6,8 km   | 13          |
|        | Épinay-sur-Seine - Le Bourget                                             | 2017   | 11 km    | 7           |
|        | Évry-Courcouronnes - Massy - Palaiseau                                    | 2023   | 20,4 km  | 16          |
|        | Saint-Germain-en-Laye - Saint-Cyr                                         | 2023   | 18,8 km  | 12          |
|        | Esbly - Crécy-la-Chapelle                                                 | 2025   | 9,9 km   | 5           |
| Totalt | Totalt                                                                    |        | 196,6 km | 283         |

### Linjernas historik
Linje T1 går mellan Asnières-Quatre Routes och Noisy-le-Sec, parallellt med Paris norra stadsgräns. Linjen öppnades 1992 och förlängningen till Noisy-le-Sec blev klar år 2003. En förlängning till Asnières-Gennevilliers-Les Courtilles öppnade år 2010 och till Asnières-Quatre Routes 2019.
Linje T2 förbinder Pont de Bezons med Porte de Versailles i västra Paris. I La Défense kan man byta till Paris metro linje 1 samt Paris pendeltåg på linje A. Linjen öppnades 1997. P.g.a denna linjes stora antal passagerare förlängdes vagnarna år 2005, så att de kunde ta 440 passagerare. Linjen transporterar ca 115 000 människor dagligen. Två förlängningar invigdes år 2009, en norrut mot Bezons och en österut mot Porte de Versailles.
LinjenT3a öppnade 2006 och förbinder Pont du Garigliano med Porte de Vincennes metrostation. 
LinjenT3b öppnade 2012 och förbinder Porte de Vincennes metrostation med Porte de la Chapelle metrostation. 2018 förlängdes linjen från Porte de la Chapelle till Porte d'Asnières samt 2024 vidare till Porte Dauphine.
Linje T4 som öppnades 2006 förbinder Bondy RER station med Aulnay-sous-Bois station. Till skillnad från övriga spårvagnslinjer drivs denna av SNCF. December 2019 öppnade en gren till Arboretum.
Linje T5 samt T7 öppnade 2013. T5 går mellan Marché de Saint-Denis och Garges och Sarcelles. Linje T7 trafikerar från Villejuif - Louis Aragon metrostation till Paris-Orly flygplats och vidare till Porte de l'Essonne.
Linje T6 samt T8 öppnade i december 2014. Linje T6 går mellan metrostation Châtillon - Montrouge och Viroflay - Rive-Droite samt T8 mellan metrostation Saint-Denis - Porte de Paris och Épinay-Orgemont samt Villetaneuse-Université.
Linje T11 öppnade i juli 2017 och trafikerar mellan Épinay-sur-Seine och Le Bourget samt april 2021 öppnade linje T9 mellan Porte de Choisy och Orly-Gaston Viens.

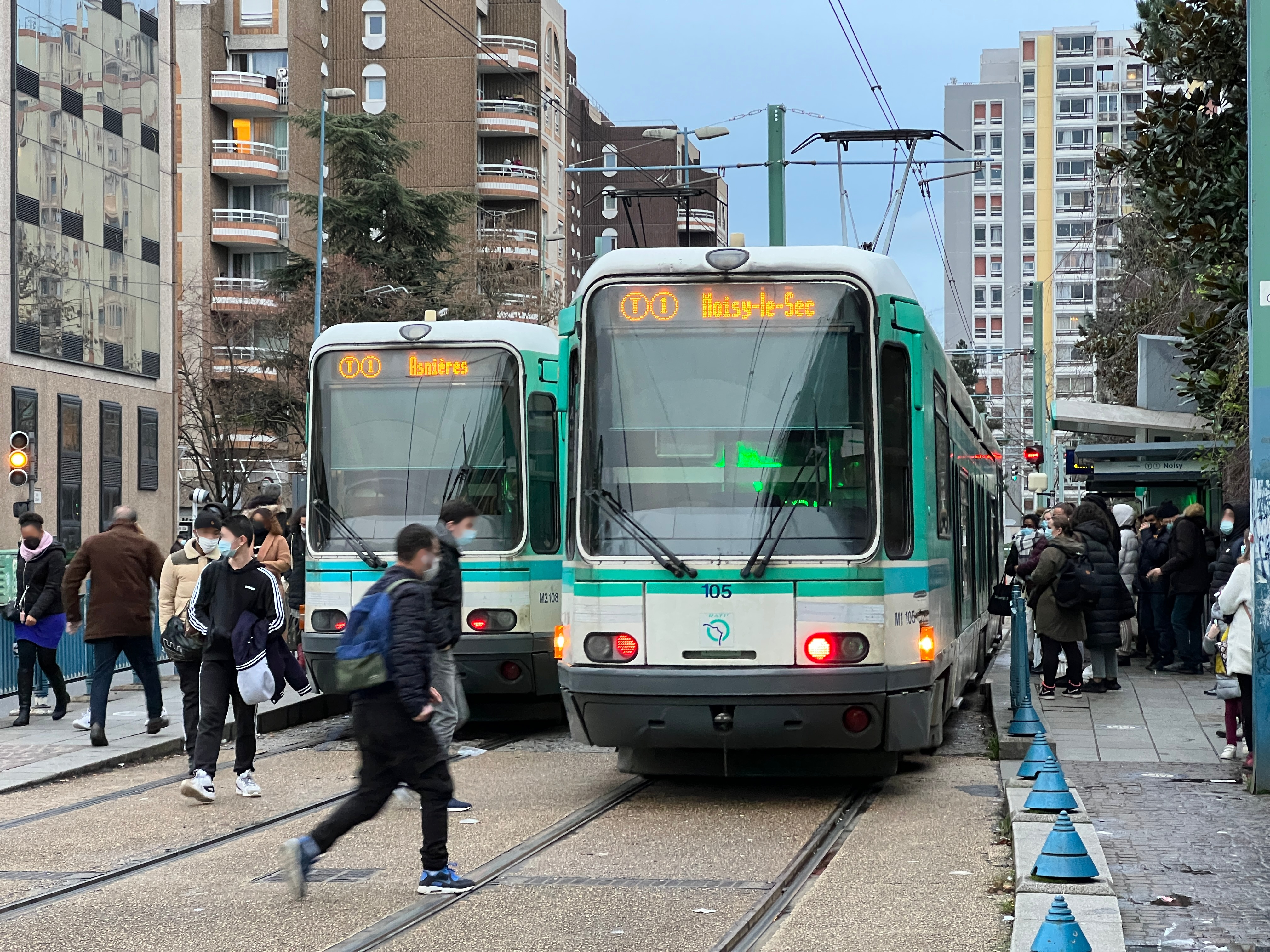
Spårvagnar på linje T1 i Bobigny.
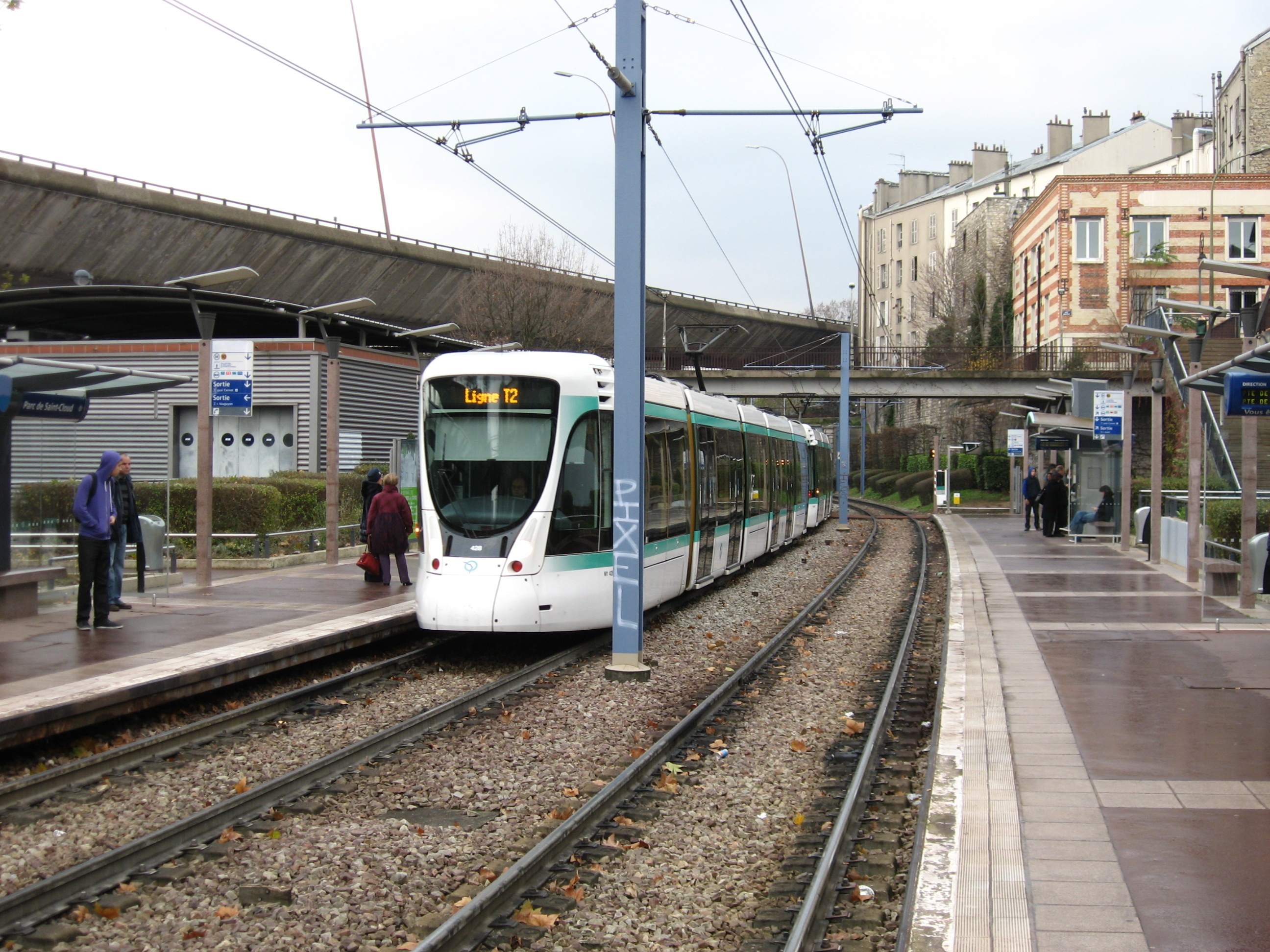
Spårvagn på linje T2 vid Parc de Boulogne.
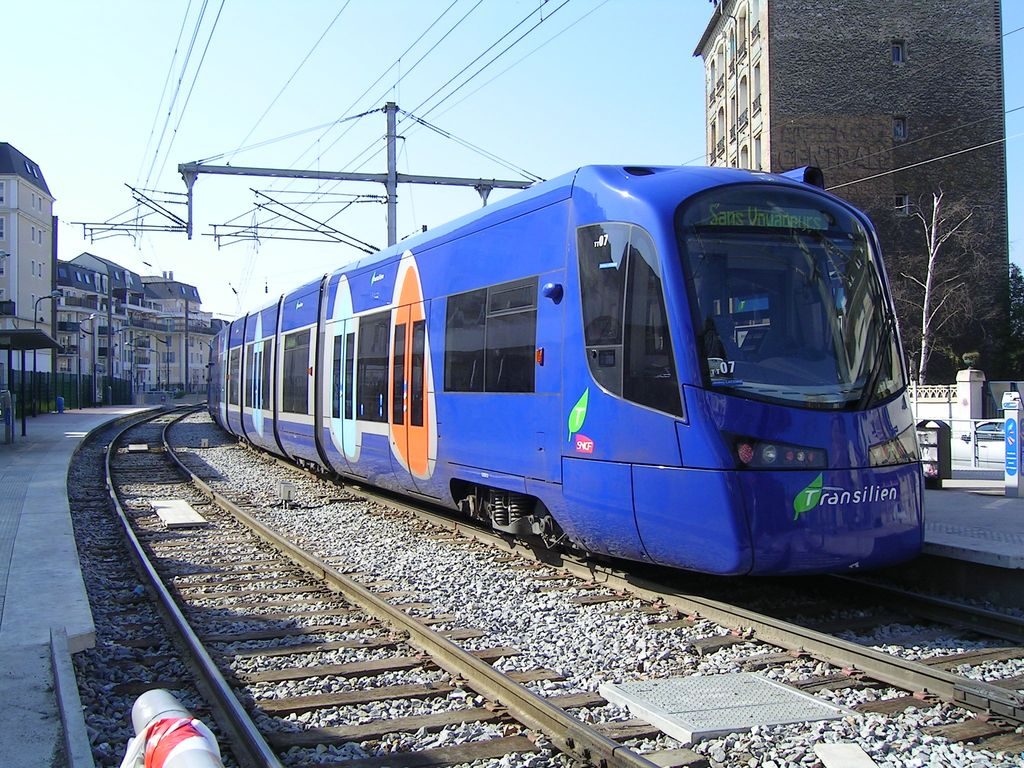
Spårvagn på linje T4 i Livry-Gargan.
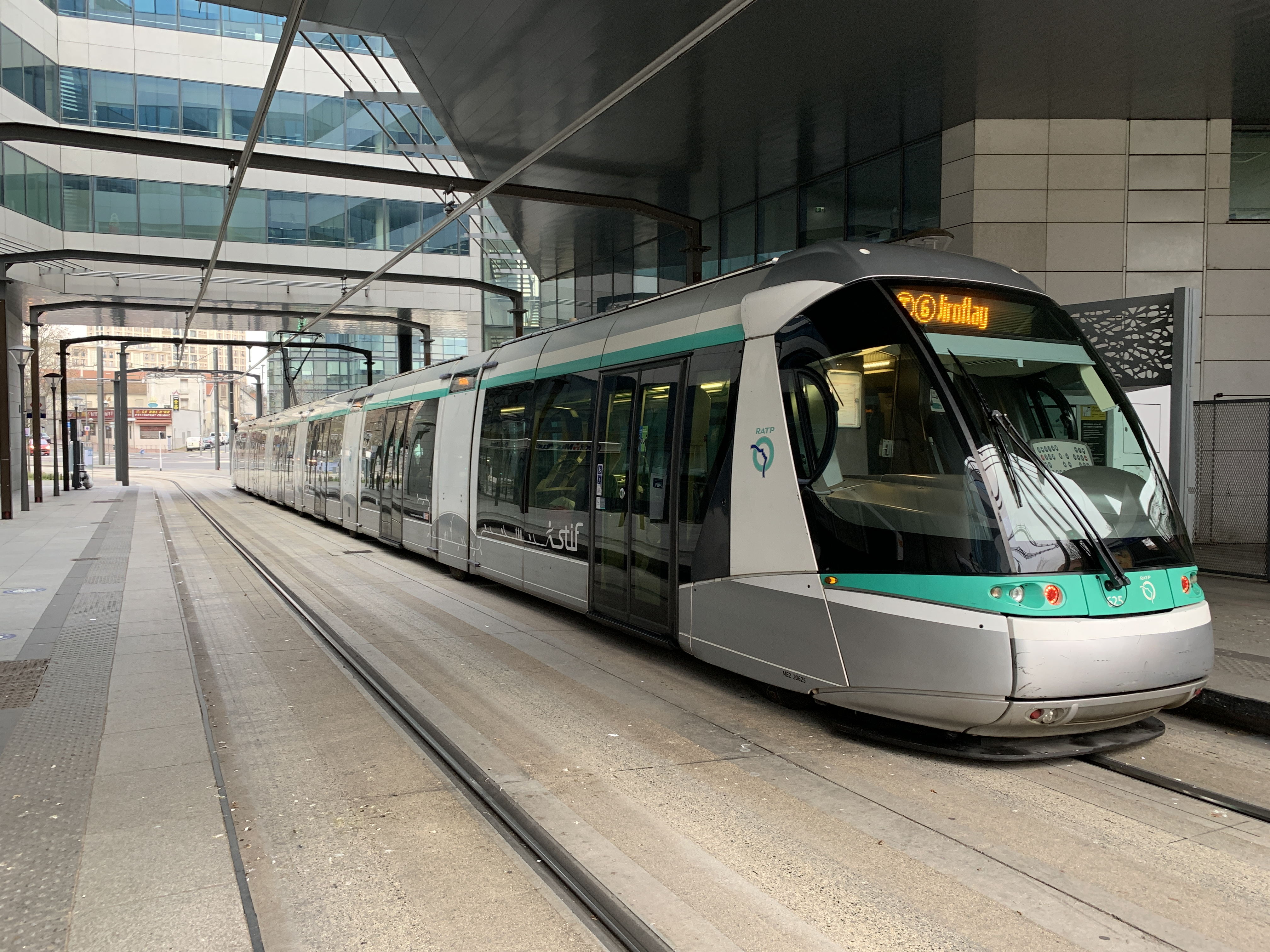
Linje T6 vid Châtillon–Montrouge.
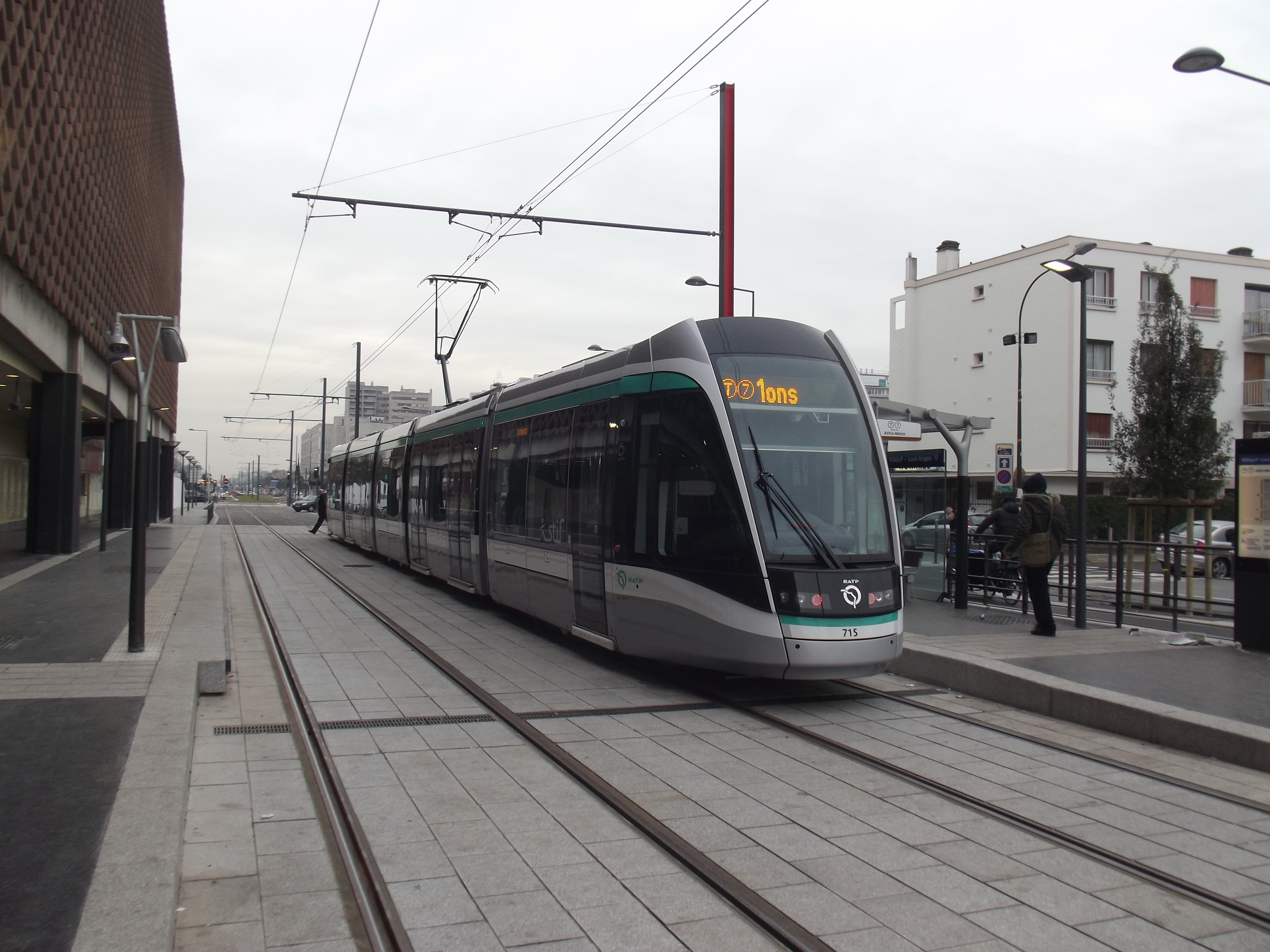
Spårvagn på linje T7 i Villejuif - Louis Aragon.
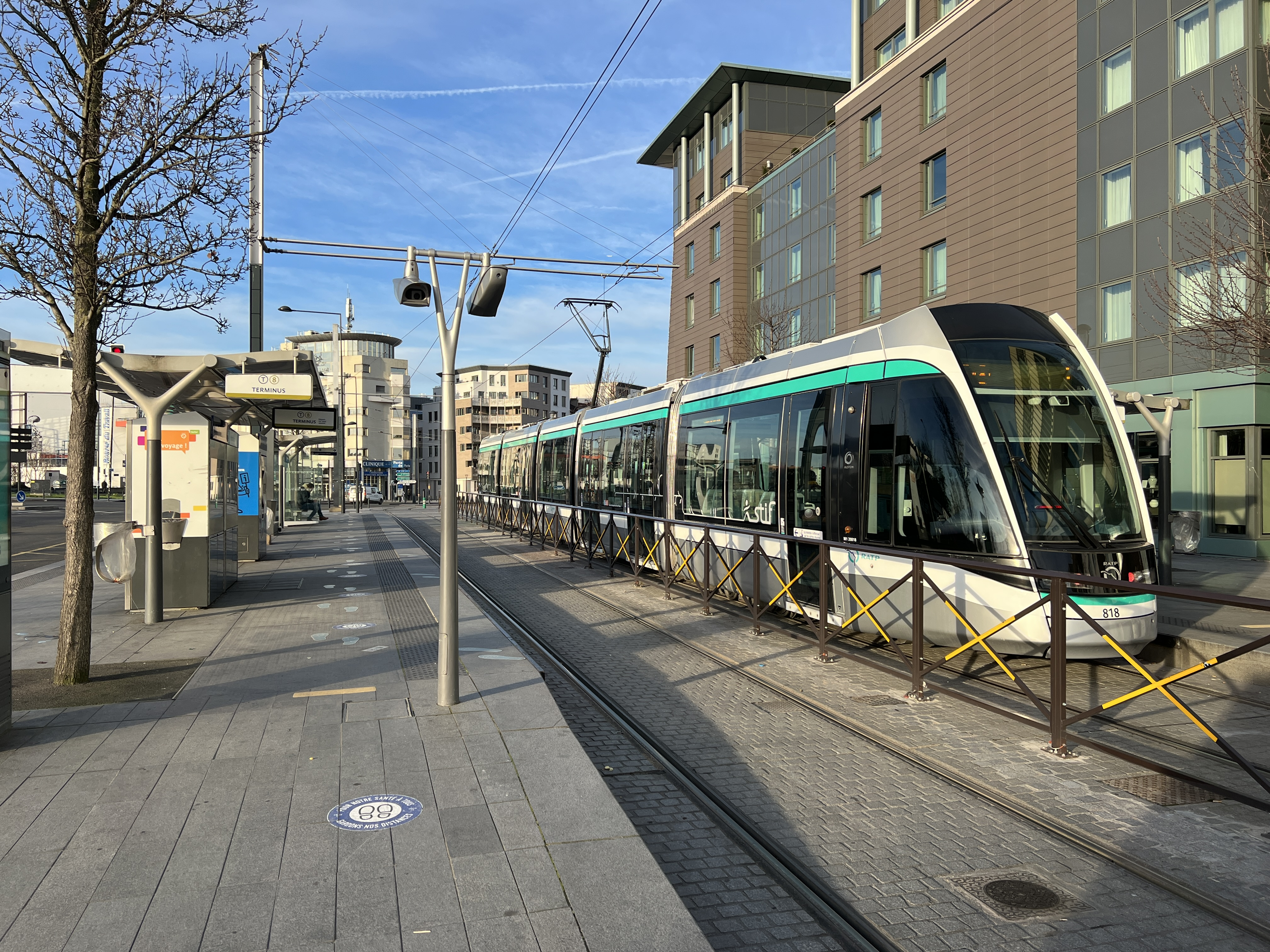
Linje T8 i Saint-Denis - Porte de Paris.
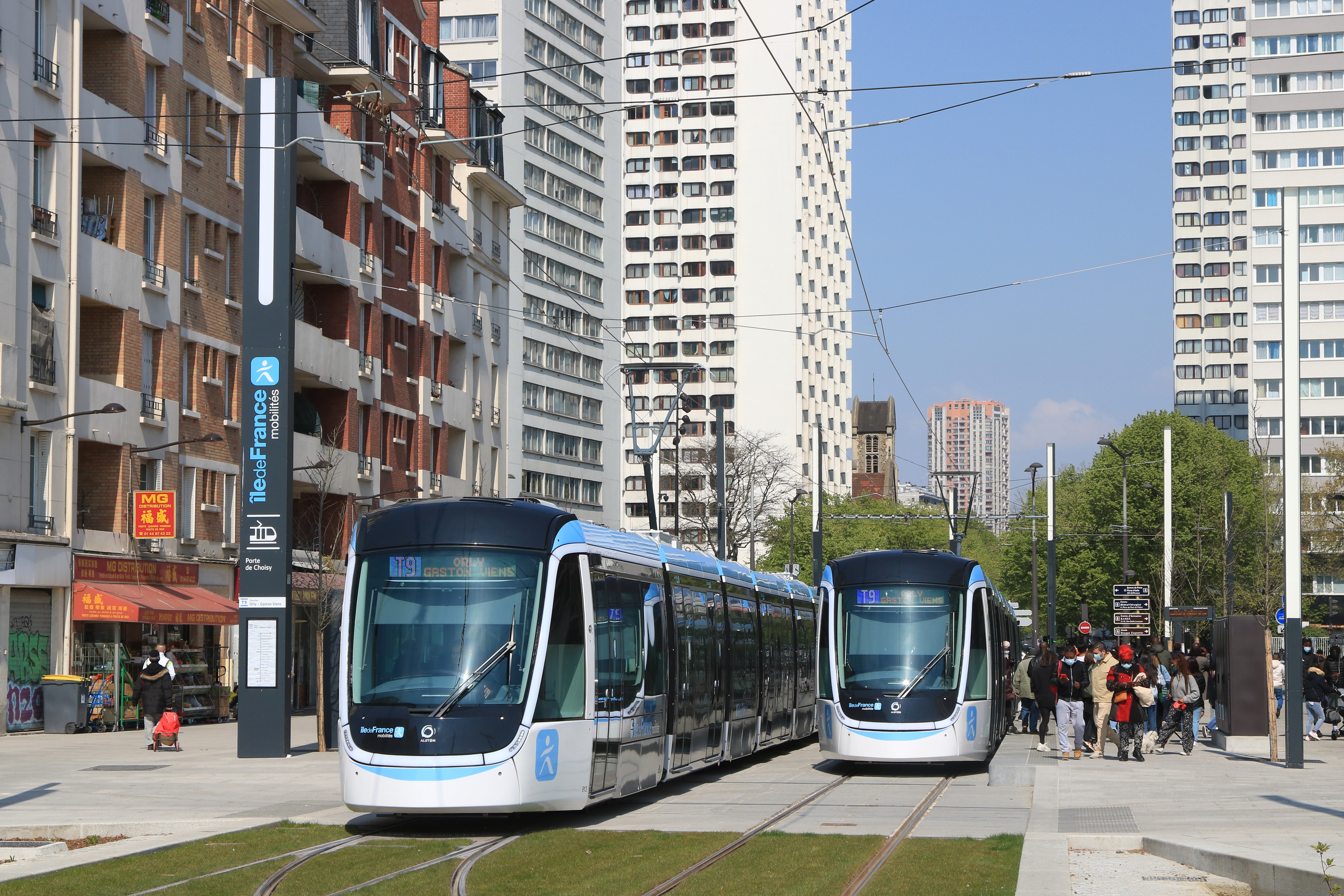
Spårvagn på linje T9 i Porte de Choisy.
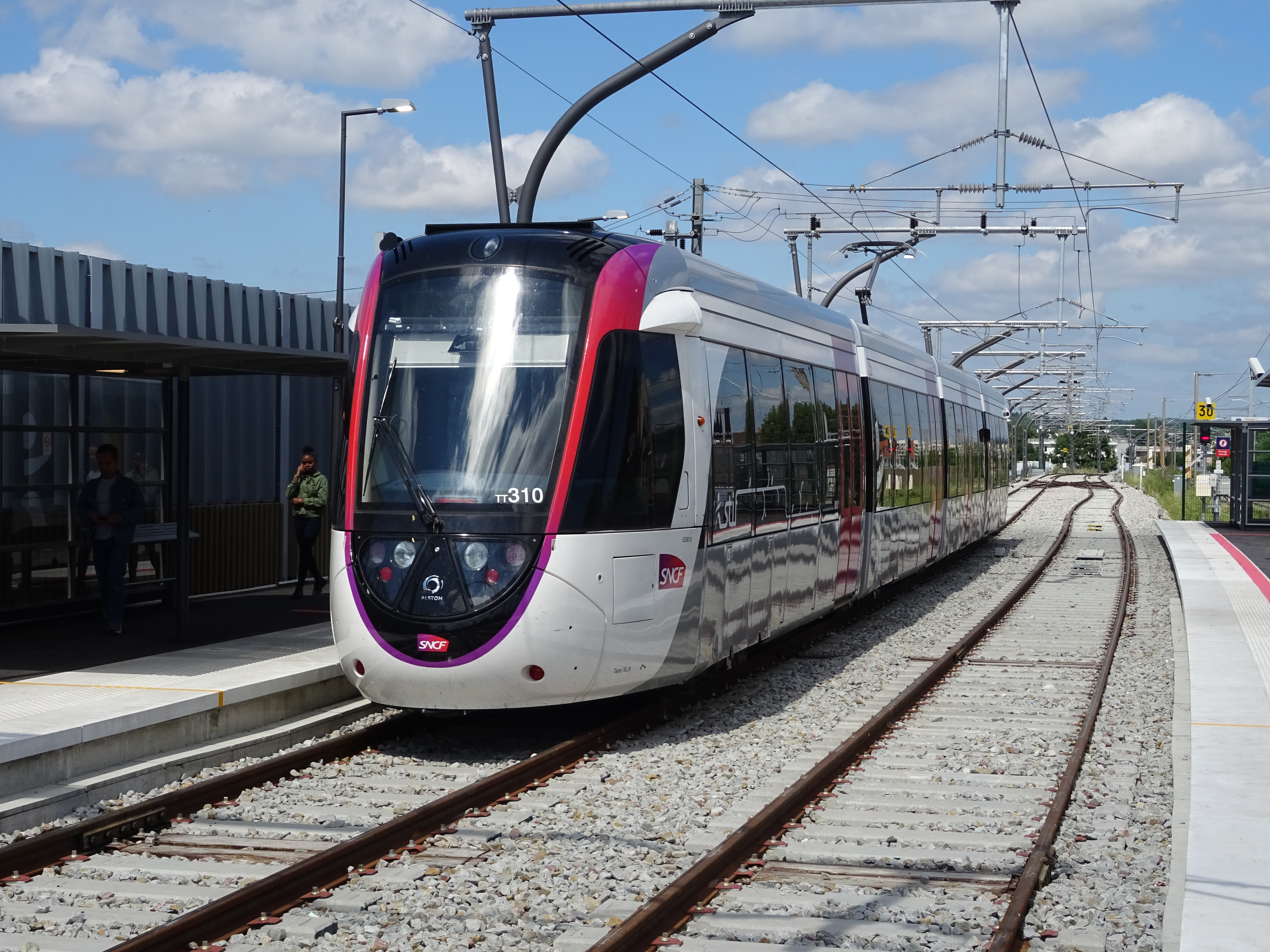
Spårvagn på linje T11 i Épinay-sur-Seine.